# Frances Stewart

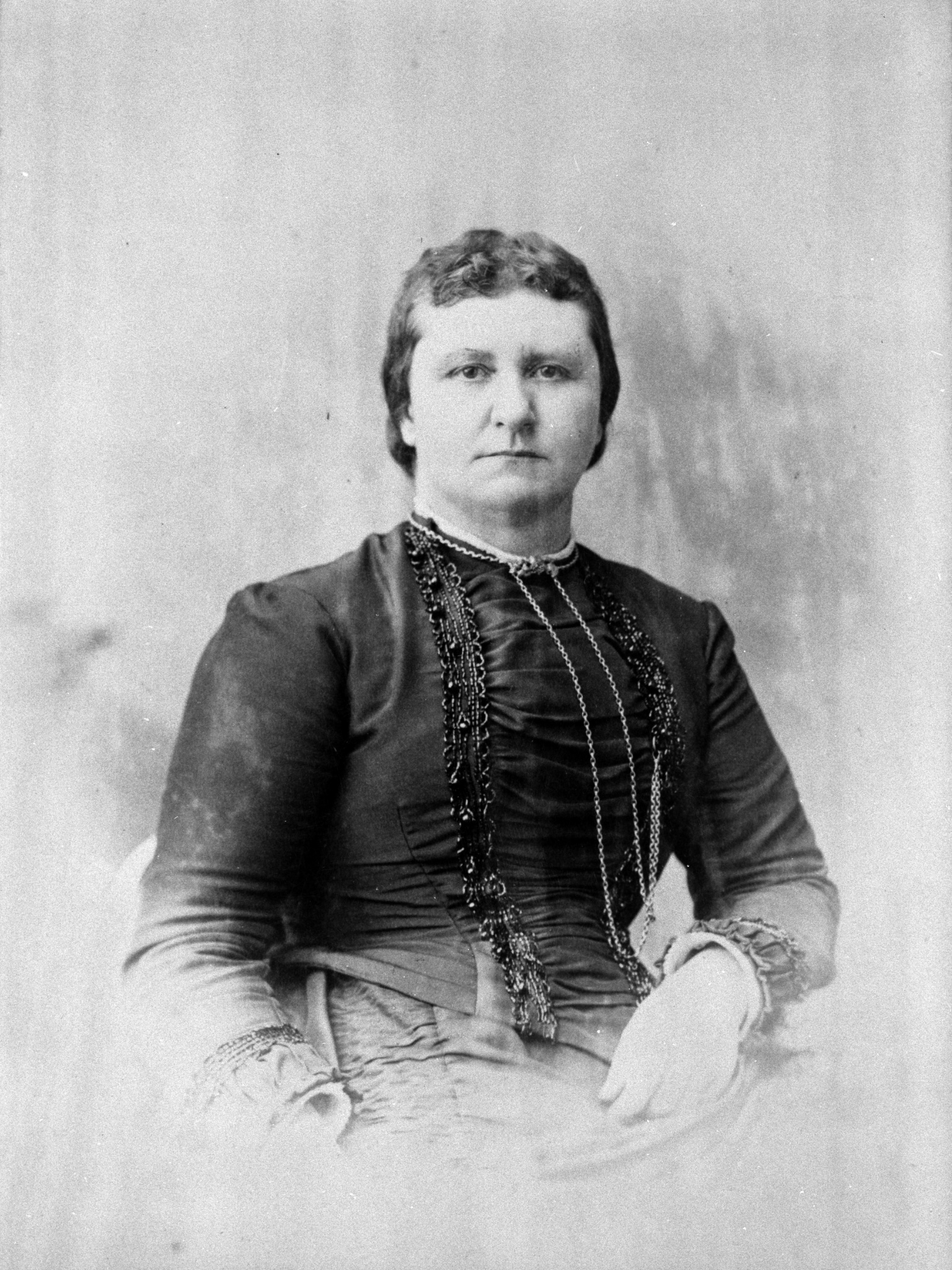
Frances Ann Stewart
zwischen 1880 und 1900

Frances Ann Stewart (* 18. Juni 1840 in Sydney, Australien; † 11. November 1916 in Wanganui, Region Manawatū-Whanganui, Neuseeland) war eine neuseeländische sozial engagierte Frau. 

## Frühes Leben
Frances Ann Carkeek wurde am 18. Juni 1840 als älteste Tochter von Martha Piotti und dem Kommandant eines Zollschiffes, Stephen Carkeek, in Sydney geboren. 1842 zog die Familie nach Nelson in Neuseeland, wo Frances Vater eine Anstellung beim Zoll bekommen konnte.

## Neuseeland
1849 zog die Familie dann nach Wellington, wo ihr Vater zunächst Steuereinnehmer wurde und 1851 Mitglied des Legislative Council of New Zealand. Über Frances Kindheit und Schulbildung ist nichts bekannt. In Wellington lernte Frances John Tiffin Stewart kennen, der 1861 zum Ingenieur der Provinz Wellington ernannt wurde. Sie heirateten am 22. November 1865 in der St. Peter's Church in Wellington und Frances nahm den Namen ihres Mannes an. Fünf Jahre später zogen sie nach Foxton, wo sie, während ihr Haus gebaut wurde, über eine Zeit lang in einem Vermessungszelt leben mussten. In Foxton brachte sie fünf Töchter und fünf Söhne zur Welt.
1889 zog sie mit ihrem Ehemann und den Kindern nach Wanganui, wo ihr Mann in den Ruhestand ging. In Wanganui zählte ihre Familie schnell zur gesellschaftlichen Elite. Frances wurde Präsidentin der örtlichen Sektion der St John Ambulance Association. Sie wurde Mitglied des Verwaltungsausschusses für die Whanganui-Ausstellung im Jahr 1894, die Geld für das Museum der Stadt einbringen sollte, arbeitet im Waisenhaus von Wanganui mit, das im August 1889 als protestantisches aber konfessionslos organisierte Heim eröffnet wurde und wurde Leiterin von zwei anglikanischen Sonntagsschulen und stiftete Land für die Gründung des Whanganui Girls' College.
Frances setzte sich für das Recht von Frauen ein, am öffentlichen Leben teilzunehmen und wurde das erste weibliche Mitglied eines örtlichen Krankenhausausschusses. 1896 kandidierte sie für den Stadtrat von Whanganui, schaffte es aber nicht gewählt zu werden. Zu groß waren die Vorbehalte, Frauen mehr Rechte und Einfluss in die Politik zu gewähren. Trotz Einwände einiger Ratsmitglieder konnte sie aber für die Jahre 1897 und 1898 wenigstens als Vertreterin des Krankenhausausschusses der Bezirke Whanganui und Marton tätig werden. 1899 zog sie sich von der Position zunächst zurück, weil sie es schwierig fand, als einzige weibliche Stimme etwas erreichen zu können. 1903 übernahm sie dann doch noch einmal die Position eines Mitglieds des Krankenhausausschusses und setzte sich in dem Gremium für eine bessere Ausbildung von Krankenschwestern und für bessere Bedingungen einem Altersheim ein, in dem sie in den 1890er Jahren zur offiziellen Besucherin ernannt worden war. 1910, als die Mitglieder des Krankenhausausschusses zum ersten Mal gewählt und nicht nominiert wurde, war ihre Kandidatur erfolglos und sie zog sich von der Politik zurück.
Frances Ann Stewart verstarb am 11. November 1916 in Whanganui.
Sie unterstützte stets die Beteiligung von Frauen an kirchlichen und schulischen Angelegenheiten, trat für die Prohibition ein und war Verfechterin für das Frauenwahlrecht. Doch sie war auch der Meinung, dass es für Frauen in Bezug auf öffentliches Handeln Grenzen geben sollte und forderte als Frau von gesellschaftlichem Rang eine Freiheit für ihresgleichen, die sie nicht so gerne für alle gelten lassen wollte.